# Ophiorrhiza lacei
Ophiorrhiza lacei är en måreväxtart som beskrevs av William Grant Craib. Ophiorrhiza lacei ingår i släktet Ophiorrhiza och familjen måreväxter.
Artens utbredningsområde är Burma. Inga underarter finns listade i Catalogue of Life.